# Kelurahan Benteng (administrativ by i Indonesien, lat -7,35, long 108,35)
Kelurahan Benteng är en administrativ by i Indonesien.   Den ligger i provinsen Jawa Barat, i den västra delen av landet, 210 km sydost om huvudstaden Jakarta.